# Congrès universel d'espéranto de 1923
Pour un article plus général, voir Congrès universel d'espéranto.
Le congrès universel d’espéranto de 1923 est le 15e congrès universel d’espéranto, organisé en août 1923, à Nuremberg en Allemagne. 